# アーロン・トンプソン
アーロン・マーシャル・トンプソン（Aaron Marshall Thompson、1987年2月2日 - ）は、アメリカ合衆国ニューメキシコ州サンタフェ出身の元プロ野球選手（投手）。

## 経歴

### プロ入りとマーリンズ傘下時代
2005年のMLBドラフトでフロリダ・マーリンズ(現：マイアミ・マーリンズ)からドラフト1巡目(全体22位)指名され、11月6日に契約を結びプロ入りを果たした。傘下ルーキーリーグのガルフ・コーストリーグ・マーリンズでは、8試合に先発登板し、2勝4敗、防御率4.50、41奪三振を記録した。傘下ショートシーズンAジェームズタウン・ジャマーズでは、5試合に先発登板し、1勝2敗、防御率3.10、17奪三振を記録した。
2006年は傘下Aグリーンズボロ・グラスホッパーズでプレーした。同年は、24試合に先発登板し、8勝8敗、防御率3.63、114奪三振を記録した。
2007年は傘下アドバンスAジュピター・ハンマーヘッズでプレーした。同年は、20試合(19試合で先発)登板し、4勝6敗、防御率3.37、84奪三振を記録した。
2008年は傘下ルーキーリーグのガルフ・コーストリーグ・マーリンズで2試合に先発登板した。傘下AAカロライナ・マッドキャッツで、16試合に先発登板し、2勝5敗、防御率5.62、53奪三振を記録した。
2009年は、まず傘下AAジャクソンビル・サンズでプレーした。ここでは、20試合に先発登板し、5勝9敗、防御率4.11、75奪三振を記録した。

### ナショナルズ傘下時代
2009年7月31日にニック・ジョンソンとのトレードでワシントン・ナショナルズへ移籍した。移籍後の8月4日に傘下AAハリスバーグ・セネターズへ異動された。ここでは、6試合に先発登板し、0勝3敗、防御率3.31、27奪三振を記録した。オフの11月19日にナショナルズとメジャー契約を結び40人枠に登録された。
2010年3月15日に傘下AAハリスバーグへ異動された。4月24日に傘下AAAシラキュース・チーフスへ昇格し、1試合に先発登板した。4月25日に傘下AAハリスバーグへ降格した。最終的に傘下AAハリスバーグでは、26試合に先発登板し、4勝13敗、防御率5.80、95奪三振を記録した。オフの10月13日に40人枠外となった。

### パイレーツ時代
2010年12月13日にウェイバーでピッツバーグ・パイレーツへ移籍した。
2011年3月14日に傘下AAアルトゥーナ・カーブへ異動した。6月24日にDFAとなった。6月30日に傘下AAアルトゥーナへ降格した。8月10日に傘下AAAインディアナポリス・インディアンズへ昇格した。8月24日にメジャー契約を結びメジャーに昇格した。同日メジャーデビューを果たした。8月25日に傘下AAAインディアナポリスへ降格した。9月6日に、メジャーに昇格した。最終的に、メジャーでは4試合(1試合で先発)登板し、0勝0敗、防御率7.04、1奪三振を記録した。傘下AAAインディアナポリスでは5試合(4試合で先発)登板し、1勝0敗、防御率2.84、10奪三振を記録した。傘下AAでは、28試合(12試合で先発)登板し、4勝7敗、防御率5.16、51奪三振を記録した。オフの11月1日に傘下AAAインディアナポリスへ降格した。11月2日にFAとなった。

### ツインズ時代
2011年12月11日にミネソタ・ツインズとマイナー契約を結んだ。
2012年6月3日に傘下AAニューブリテン・ロックキャッツへ異動した。同年は22試合(12試合で先発)登板し、3勝8敗、防御率5.23、45奪三振を記録した。
2013年4月3日に7日間の故障者リストに登録された。4月17日に復帰した。傘下AAニューブリテンでは11試合に登板し、0勝1敗3セーブ、防御率0.61、11奪三振を記録した。5月18日に傘下AAAロチェスター・レッドウイングスへ昇格した。ここでは31試合(1試合で先発)登板し、3勝2敗6セーブ、防御率3.48、42奪三振を記録した。オフの11月20日に招待選手としてスプリングトレーニングに参加する事となった。
2014年は開幕を傘下AAAロチェスターで迎えた。8月31日にメジャー契約を結んだ。3年振りにメジャーで登板した。最終的にメジャーでは7試合に登板し、0勝0敗、防御率2.45、6奪三振を記録した。傘下AAAロチェスターでは46試合に登板し、3勝3敗3セーブ、防御率3.98、51奪三振を記録した。
2015年3月31日に傘下AAAロチェスターへ降格した。4月3日にメジャーに昇格した。7月7日に傘下ロチェスターへ降格した。最終的にメジャーではメジャーでのキャリア最多41試合に登板し、1勝3敗、防御率5.01、17奪三振を記録した。傘下AAAロチェスターでは21試合に登板し、1勝1敗1セーブ、防御率3.71、11奪三振を記録した。10月21日に40人枠から外れAAA級ロチェスターに降格した。10月23日に自由契約となり、11月30日にマイナー契約でツインズと再契約。

### 独立リーグ時代
2016年4月1日に解雇となる。5月6日に独立リーグ・アトランティックリーグのシュガーランド・スキーターズと契約。

## 詳細情報

### 年度別投手成績
| 年 度        | 球 団        | 登 板 | 先 発 | 完 投 | 完 封 | 無 四 球 | 勝 利 | 敗 戦 | セ 丨 ブ | ホ 丨 ル ド | 勝 率 | 打 者 | 投 球 回 | 被 安 打 | 被 本 塁 打 | 与 四 球 | 敬 遠 | 与 死 球 | 奪 三 振 | 暴 投 | ボ 丨 ク | 失 点 | 自 責 点 | 防 御 率 | W H I P |
| ------------ | ------------ | ----- | ----- | ----- | ----- | -------- | ----- | ----- | -------- | ----------- | ----- | ----- | -------- | -------- | ----------- | -------- | ----- | -------- | -------- | ----- | -------- | ----- | -------- | -------- | ------- |
| 2011         | PIT          | 4     | 1     | 0     | 0     | 0        | 0     | 0     | 0        | 0           | ----  | 41    | 7.2      | 13       | 2           | 6        | 0     | 0        | 1        | 0     | 0        | 6     | 6        | 7.04     | 2.48    |
| 2014         | MIN          | 7     | 0     | 0     | 0     | 0        | 0     | 0     | 0        | 1           | ----  | 31    | 7.1      | 8        | 0           | 2        | 1     | 0        | 6        | 0     | 0        | 2     | 2        | 2.45     | 1.36    |
| 2015         | MIN          | 41    | 0     | 0     | 0     | 0        | 1     | 3     | 0        | 9           | .250  | 137   | 32.1     | 32       | 2           | 11       | 2     | 0        | 17       | 1     | 0        | 19    | 18       | 5.01     | 1.33    |
| MLB通算：3年 | MLB通算：3年 | 52    | 1     | 0     | 0     | 0        | 1     | 3     | 0        | 10          | .250  | 209   | 47.1     | 53       | 4           | 19       | 3     | 0        | 24       | 1     | 0        | 27    | 26       | 4.94     | 1.52    |

### 背番号
- 60 (2011年 - 同年終了)
- 64 (2014年 - 2015年)